# بوب مارتن (مجدف)
بوب مارتن (بالإنجليزية: Robert Doud Martin)‏ هو مجدف أمريكي، ولد في 19 يونيو 1925 في تاكوما في الولايات المتحدة، وتوفي في 18 أكتوبر 2012 في غيغ هاربور في الولايات المتحدة.

## وصلات خارجية
- بوب مارتن على موقع الاتحاد الدولي للتجديف (الإنجليزية)
- بوب مارتن على موقع اللجنة الأولمبية الدولية (الإنجليزية)
- بوب مارتن على موقع أوليمبيديا (الإنجليزية)